# Лазерная коррекция зрения
Лазерная коррекция зрения (или рефракционная хирургия) — хирургическая коррекция с применением лазерных технологий следующих аномалий рефракции:
- миопии (близорукости), световые лучи фокусируются перед сетчаткой.
- гиперметропии (дальнозоркости), световые лучи фокусируются за сетчаткой,
- астигматизма, световые лучи фокусируются в нескольких местах.
- пресбиопии, возрастное нарушение зрения вблизи.

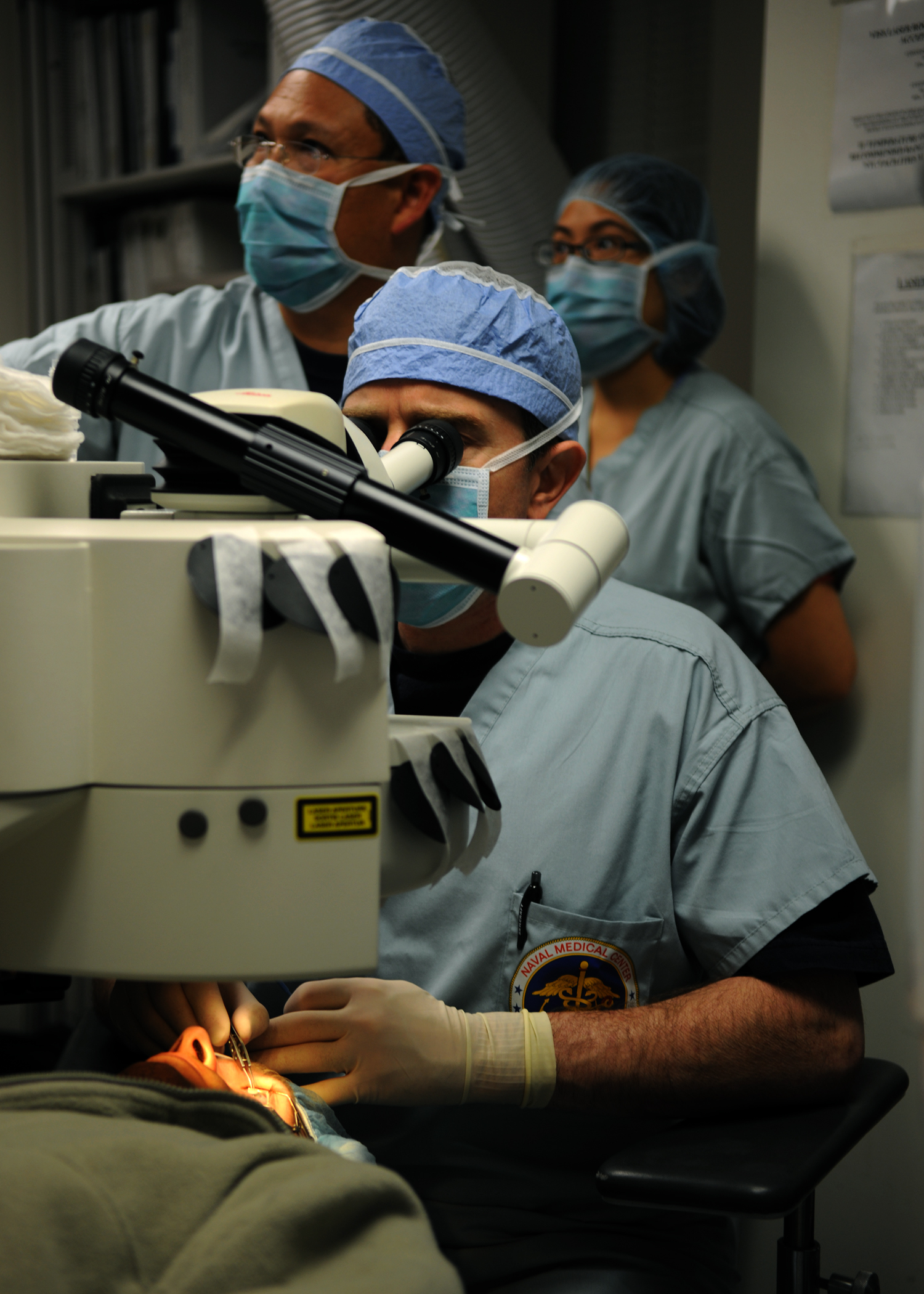
Фоторефракционная кератэктомия (ФРК)

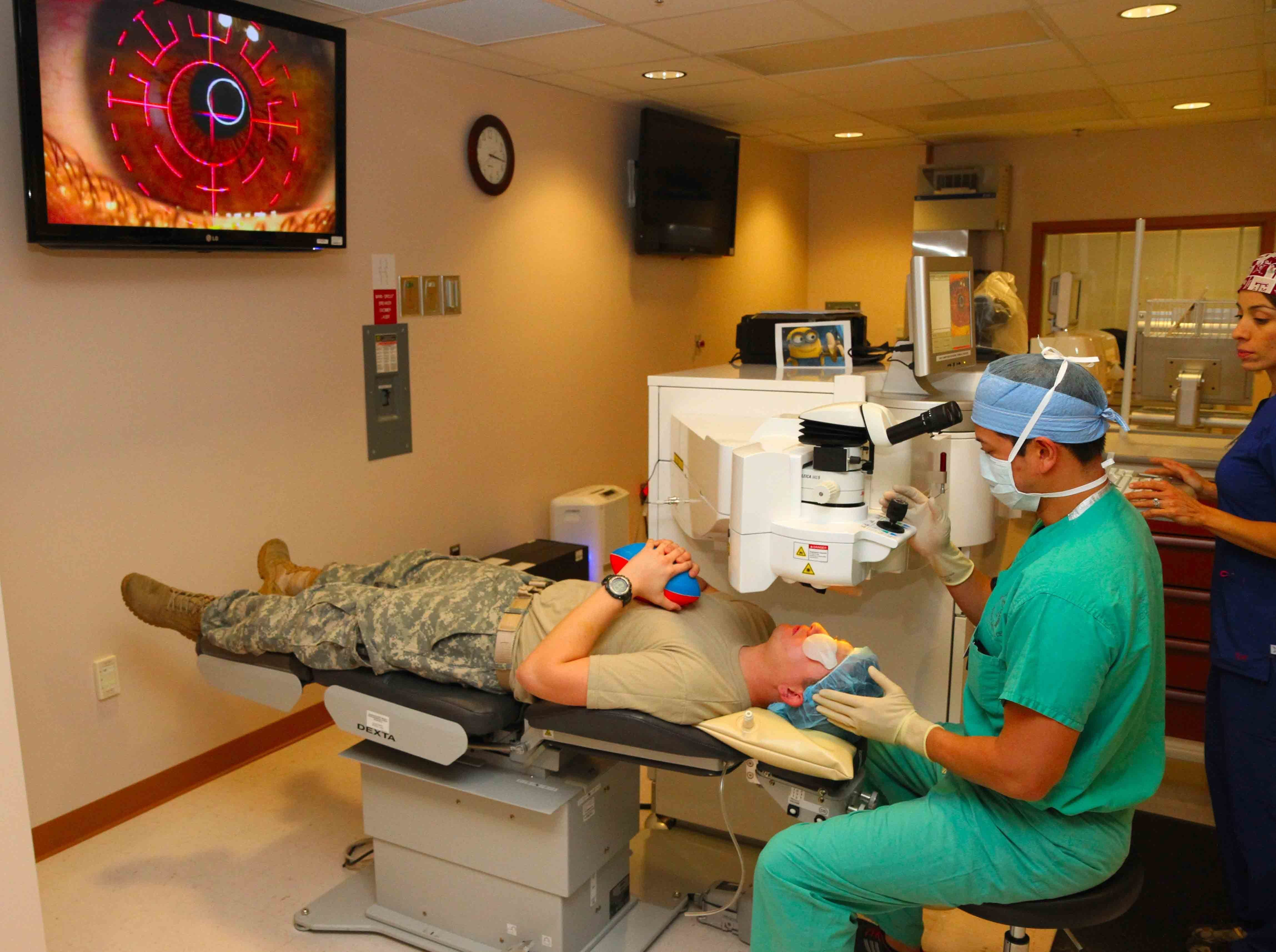

Наиболее распространены три типа лазерной коррекции зрения — фоторефракционная кератэктомия (ФРК), LASIK и ReLEx SMILE. Их основное различие состоит в том, что при ФРК воздействие производится непосредственно на внешнюю поверхность роговицы, при LASIK — на внутренние слои, которые предварительно обнажаются касательным срезом хирургического инструмента и отгибанием полученного клапана, а при ReLEx SMILE на внутренние слои через малый разрез, без формирования клапана.
Методика ФРК и методика LASIK не являются конкурирующими (если не принимать во внимание амбиции отдельных производителей и клиник), а взаимно дополняют друг друга. Поверхностными методами типа ФРК целесообразно выполнять операции по коррекции миопии и сложного миопического астигматизма, коррекция прочих рефракционных нарушений более эффективна при использовании клапанных технологий (LASIK).
К модификациям ФРК можно отнести следующие методики: Opti-Q LASEK, Epi-Lasik, ASA, ТрансФРК.
Наиболее рекламируемая на данный момент методика коррекции зрения — «полностью лазерная» модификация методики LASIK — «Фемто-LASIK», — коррекция зрения с помощью фемтосекундного и эксимерного лазера. Однако, как показывает практика, данный метод только удорожает лазерную коррекцию зрения, а результат не отличается от коррекции по методу, например стандартного LASIK c использованием микрокератома. 
Иногда встречается упоминание методов «Интра-ЛАСИК», «Супер-ЛАСИК» и «N.A.S.A. Lasik» — это не медицинские термины, а коммерческие названия, первое — «IntraLase» — торговая марка компании AMO, второе и третье употребляются в разных контекстах.
С помощью технологии эксимерлазерной коррекции возможно также откорректировать возрастные рефракционные отклонения, которые возникают из-за пресбиопии («старческого зрения»). Впервые оригинальную технологию коррекции пресбиопии создала немецкая компания Technolas Perfect Vision и приобрела название Супракор (SupraCor) — методика эксимерлазерной коррекции пресбиопии или возрастной дальнозоркости в основе которой лежит технология LASIK. Основное преимущество SupraCor — возможность восстановления зрения вблизи у пациентов с пресбиопией и одновременная коррекция близорукости или дальнозоркости